# Старостин, Николай Михайлович
Николай Михайлович Старостин (1901—1941) — советский военный деятель, генерал-майор (1940), участник Гражданской и Великой Отечественной войн. В 1941 году попал в немецкий плен, погиб в концлагере.

## Биография
Николай Старостин родился в 1901 году в деревне Каменка Калужской губернии. После окончания сельской школы в течение восьми лет работал в Санкт-Петербурге учеником продавца и продавцом.
6 июня 1919 года Старостин добровольно вступил в Рабоче-Крестьянскую Красную Армию. В 1919—1920 годах он принимал участие в Гражданской войне на Западном фронте в должности командира взвода. В марте 1921 года он принимал участие в подавлении Кронштадтского восстания. После войны в течение двух лет командовал ротой. В 1925 году Старостин окончил артиллерийское отделение объединённой военной школы. В 1925—1932 годах он командовал батареей и дивизионом. Затем в течение пяти лет занимал должность начальника штаба артиллерийского полка, в 1937—1939 годах — командиром полка. В 1939 году Старостин был назначен начальником артиллерии 49-й стрелковой дивизии 3-й армии Белорусского особого военного округа. 4 июня 1940 года ему было присвоено звание генерал-майора. В марте 1941 года он был назначен начальником артиллерии 11-го механизированного корпуса.
В начале Великой Отечественной войны корпус провёл контратаку против наступающих немецких войск восточнее Гродно, но не сумел остановить их. Вскоре восточнее Минска корпус был окружён. Закопав орудия, к которым уже не было снарядов, Старостин предпринял попытку прорваться из окружения, но в начале августа он столкнулся с большой группой немецких солдат и был захвачен в плен.
Старостин содержался в лагере для военнопленных (Холм, Польша). 
Расстрелян в ноябре 1941 года за антинацистскую агитацию.
Награждён орденом Красной Звезды (1938).